# Navya-Nyaya
 (octobre 2023).
La mise en forme du texte ne suit pas les recommandations de Wikipédia : il faut le « wikifier ».
Les points d'amélioration suivants sont les cas les plus fréquents. Le détail des points à revoir est peut-être précisé sur la page de discussion.
- Les titres sont pré-formatés par le logiciel. Ils ne sont ni en capitales, ni en gras.
- Le texte ne doit pas être écrit en capitales (les noms de famille non plus), ni en gras, ni en italique, ni en « petit »…
- Le gras n'est utilisé que pour surligner le titre de l'article dans l'introduction, une seule fois.
- L'italique est rarement utilisé : mots en langue étrangère, titres d'œuvres, noms de bateaux, etc.
- Les citations ne sont pas en italique mais en corps de texte normal. Elles sont entourées par des guillemets français : « et ».
- Les listes à puces sont à éviter, des paragraphes rédigés étant largement préférés. Les tableaux sont à réserver à la présentation de données structurées (résultats, etc.).
- Les appels de note de bas de page (petits chiffres en exposant, introduits par l'outil «  Source ») sont à placer entre la fin de phrase et le point final[comme ça].
- Les liens internes (vers d'autres articles de Wikipédia) sont à choisir avec parcimonie. Créez des liens vers des articles approfondissant le sujet. Les termes génériques sans rapport avec le sujet sont à éviter, ainsi que les répétitions de liens vers un même terme.
- Les liens externes sont à placer uniquement dans une section « Liens externes », à la fin de l'article. Ces liens sont à choisir avec parcimonie suivant les règles définies. Si un lien sert de source à l'article, son insertion dans le texte est à faire par les notes de bas de page.
- La présentation des références doit suivre les conventions bibliographiques. Il est recommandé d'utiliser les modèles {{Ouvrage}}, {{Chapitre}}, {{Article}}, {{Lien web}} et/ou {{Bibliographie}}. Le mode d'édition visuel peut mettre en forme automatiquement les références.
- Insérer une infobox (cadre d'informations à droite) n'est pas obligatoire pour parachever la mise en page.

Pour une aide détaillée, merci de consulter Aide:Wikification.
Si vous pensez que ces points ont été résolus, vous pouvez retirer ce bandeau et améliorer la mise en forme d'un autre article.
 (octobre 2023).
 (Mai 2019).
Le Navya-Nyāya, terme sanskrit signifiant « nouvelle logique » (sanskrit : नव्य-न्याय), représente une école renouvelée[Quoi ?] de logique et de philosophie indiennes. Initié au XIIIe siècle par le penseur éminent Gangeśa Upādhyāya de Mithila, ce mouvement a gagné en élan avec des contributeurs tels que Raghunatha Siromani, originaire de Nabadwipa au Bengale. Ce courant philosophique s'est distingué comme une évolution du darśana Nyāya classique. Parmi ses influences notables, on compte les œuvres de philosophes respectés tels que Vācaspati Miśra (900 – 980 EC) et Udayana (actif vers la fin du Xe siècle). Actif jusqu'au XVIIIe siècle en Inde, le Navya-Nyāya a laissé un héritage durable, notamment en insufflant sa terminologie spécifique au sein de la philosophie du Vedanta."
Le livre de Gangeśa, Tattvacintāmaṇi (« Pensée-Joyau de la réalité ») a été écrit en partie en réponse au Khandanakhandakhādya de Śrīharśa, une défense de l'Advaita Vedānta, qui avait offert un ensemble de critiques approfondies des théories Nyāya de la pensée et du langage. Dans son livre, Gangeśa répond à certaines de ces critiques et – plus important encore – examine de manière critique le Nyāya darśana lui-même. Il a défendu l'idée que, même si Śrīharśa n'a pas réussi à réfuter l'ontologie réaliste du Nyāya, les critiques formulées tant par lui-même que par Gangeśa ont souligné le besoin pressant de perfectionner les instruments logiques et linguistiques utilisés dans le raisonnement Nyāya. L'objectif était de les rendre plus rigoureux et affinés, améliorant ainsi leur précision.
Tattvacintāmani a traité de tous les aspects importants de la philosophie indienne, de la logique, de la théorie des ensembles et surtout de l'épistémologie, que Gangeśa a examiné rigoureusement, en développant et en améliorant le schéma Nyāya et en proposant des exemples. Les résultats, en particulier son analyse de la cognition, ont été repris et utilisés par d'autres darśanas.
Navya-Nyāya a développé un langage et un schéma conceptuel sophistiqués qui lui ont permis de soulever, d'analyser et de résoudre des problèmes de logique et d'épistémologie. Il a systématisé tous les concepts Nyāya en quatre catégories principales qui sont la perception (sensorielle) ( pratyakşa ), l'inférence ( anumāna ), la comparaison ou la similitude ( upamāna ) et le témoignage (son ou mot ; śabda ). De grands piliers comme Basudev Sarvabhauma, Raghunath Shiromani, Jagadish Tarkalankar, Gadadhar Bhattacharya et Mathuranatha Tarkavagisha ont contribué davantage au développement du sujet. Le professeur John Vattanky a contribué de manière significative à la compréhension moderne du Navya-Nyāya.